# GSP Beograd

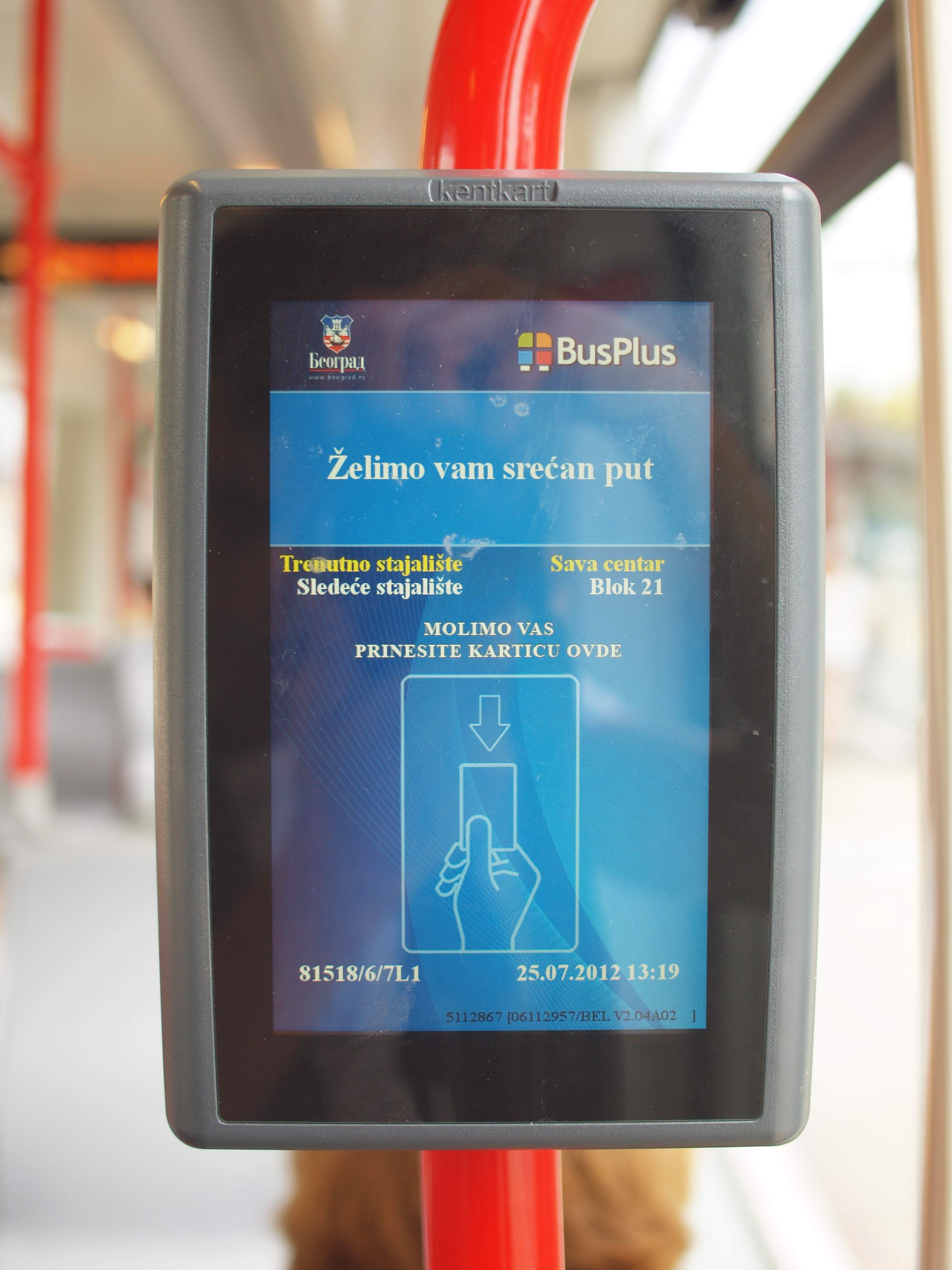
Das BusPlus genannte elektronische Bezahlsystem und die dazugehörigen Chipkartenlesegeräte wurde in allen Fahrzeugen des GSP Beograd seit 2012 eingeführt

GSP Beograd (serbisch Градско саобраћајно предузеће Београд Gradsko saobraćajno preduzeće Beograd, übersetzt: Städtisches Verkehrsunternehmen Belgrad) ist das Öffentliche Personennahverkehrs-Unternehmen der serbischen Hauptstadt Belgrad.
Der GSP bedient 112 Bus-, 12 Tram- und 8 Oberleitungsbuslinien. Das ebenfalls in Belgrad von den Eisenbahnen Serbiens betriebene S-Bahn-ähnliche System Beovoz ist nicht Teil des GSP, soll aber zukünftig in das Tarifsystem integriert werden.

## Geschichte des GSP
Die Einrichtung des GSP geht auf den 14. Oktober 1892 mit der ersten Pferdebahn zwischen Slavija und Terazije zurück. Die Pferdebahn war unter dem Namen Beogradska varoška železnica bekannt (Београдска варошка железница, Deutsch: Belgrader Stadtbahn). Die erste Buslinie folgte 1925 und ab 1947 operierten Oberleitungs-Busse. Seit 1974 erfolgte die Ausarbeitung von Plänen für eine U-Bahn unter Führung der von der Stadt Belgrad eingerichteten Projektgruppe Metro Belgrad. Nach einem zwischenzeitlich politisch motivierten Abstand nehmen vom Metro Projekt, ist dieses mit der weiteren Entwicklung der Städtischen Eisenbahn eine Priorität der Verkehrsplanung im GSP.
Die seit 1984 verkehrenden und seit 2001 von den Eisenbahnen Serbiens betriebenen S-Bahnen des Beovoz sind im aktuellen Verkehrs-Entwicklungsplan der Stadt von 2008 zur Integration in den GSP Belgrad vorgesehen. Im Strategiepapier ist die Eingliederung des Beovoz in das System des GSP mit einer Stimulation der Passagierzahlen auch durch eine Verkürzung des Fahrtaktes sowie einer besseren Umlandanbindung mit der Hoffnung verbunden, die vom Straßenverkehr negativ beeinflussten stadtökologischen Parameter wesentlich zu verbessern. Für die weitere gesamte Reorganisation des öffentlichen Nahverkehrs in Belgrad schreibt das Strategiepapier in Zukunft insbesondere die verbesserte Nahverkehrsanbindung im Beovoz-Korridor vor.
Die Stadt wird 2009 daher auch erstmals eigenständig in das bisher von der Republik finanzierte System von Beovoz investieren und hat für 2009 13 Millionen Euro aus dem Stadtbudget für dessen Modernisierung bereitgestellt.

## Verbundgebiet
Heute bedient der GSP Beograd in Verbindung mit privaten Unternehmen des Bustransports über ein integriertes Tarifsystem Belgrad und die umliegenden Vorstadtgemeinden.

## Verkehrsmittel

### Straßenbahn

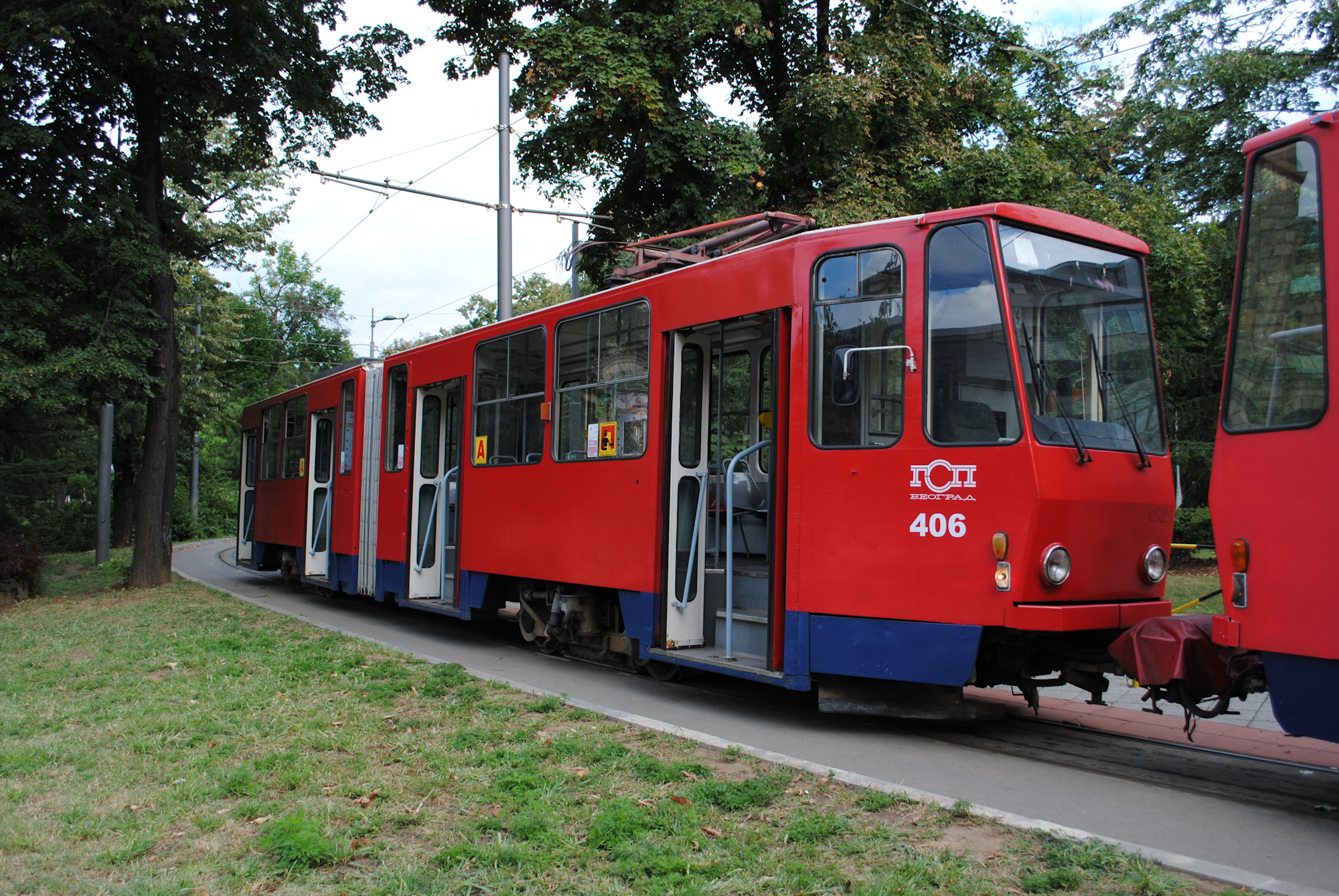
Tatra-Straßenbahn in Belgrad

Die Geschichte der Straßenbahn in Belgrad reicht bis in das Jahr 1892 zurück. In diesem Jahr wurde eine meterspurige Pferdestraßenbahn eröffnet. Bereits zwei Jahre danach begann man mit dem Bau einer elektrischen Straßenbahn. Bis 1905 war auch die letzte Pferdestraßenbahn auf elektrischen Betrieb umgestellt.
Bis Ende des Ersten Weltkrieges stagnierte der Ausbau. In der Zwischenkriegszeit ging der Ausbau allerdings stetig voran. Ab 1928 kam als Konkurrenz der Bus hinzu. Bis 1935 hatte man die Stadt Zemun nördlich der Save an das Netz angeschlossen.
Der Zweite Weltkrieg brachte zahlreiche Zerstörungen mit sich, auch bei der Straßenbahn. So wurden etliche Fahrzeuge beschädigt, und zahlreiche Gleise waren unpassierbar. Unter anderen wurde die Brücke über die Save zerstört, so dass die Strecke nach Zemun zu einem Inselbetrieb wurde. Diese Strecke wurde anschließend nie wieder an das Netz angeschlossen. Nach dem Krieg ging der Aufbau nur langsam vonstatten.

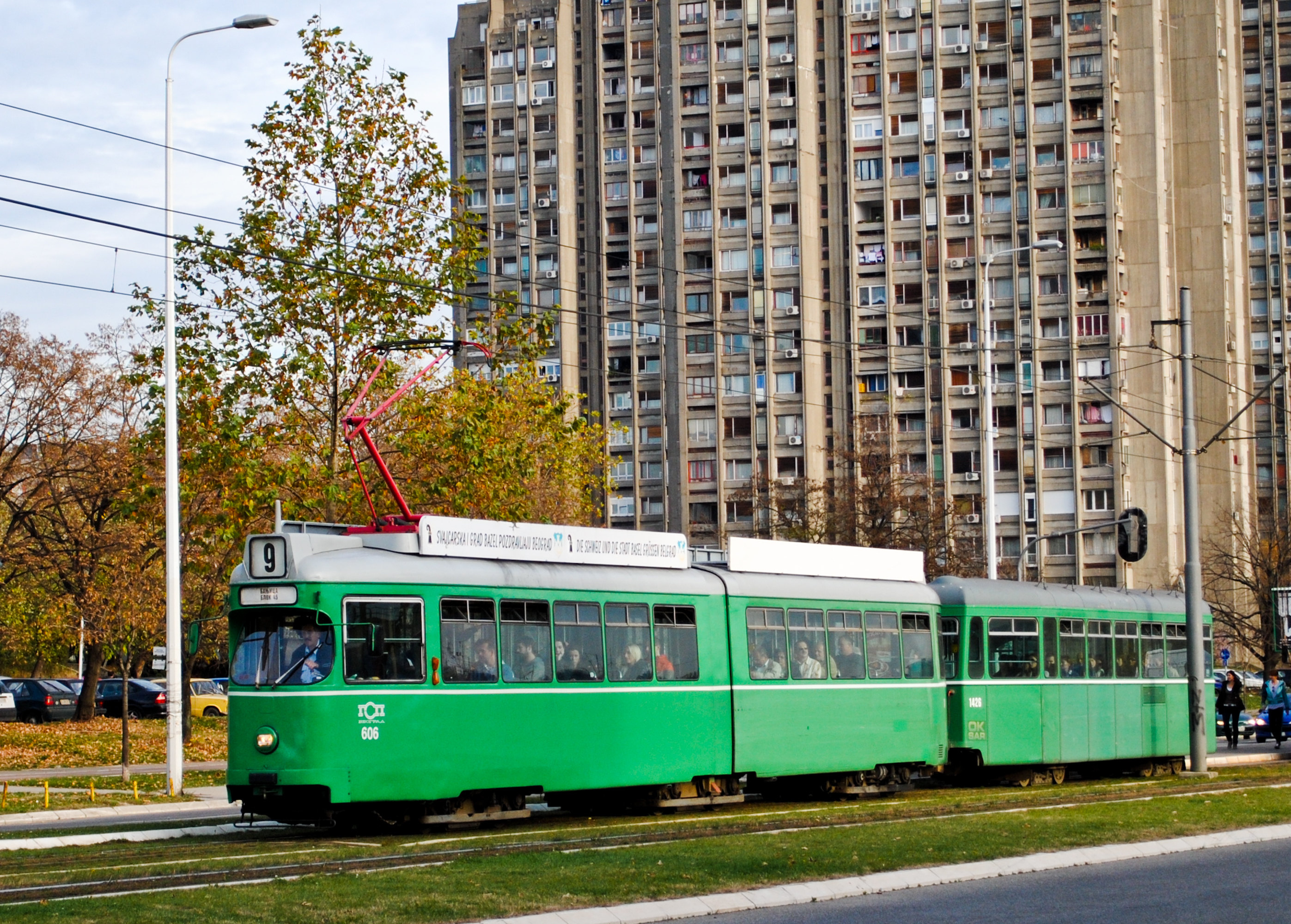
Ehemalige Basler Straßenbahn in Belgrad, der Beiwagen ist ein Schweizer Standardwagen

Auch gab es nach dem Krieg es vorerst keine durchgeplante Anschaffungspolitik beim Wagenmaterial. So war bei den Fahrzeugen keine Standardisierung zu erkennen, was den Unterhalt des Fahrzeugparks unnötig erschwerte. Erst ab den 1980er Jahren begann man mit dem Kauf von Fahrzeugen des tschechoslowakischen Herstellers ČKD Tatra dem Wagenpark ein einheitliches Gesicht zu verleihen.
Bis 1985 wurden keine Netzerweiterungen durchgeführt. In jenem Jahr wurde wieder eine Verbindung über die Save hergestellt und Novi Beograd angeschlossen. Damit hatte das Netz eine Ausdehnung von 42 Kilometern erreicht und war komplett zweigleisig ausgebaut.

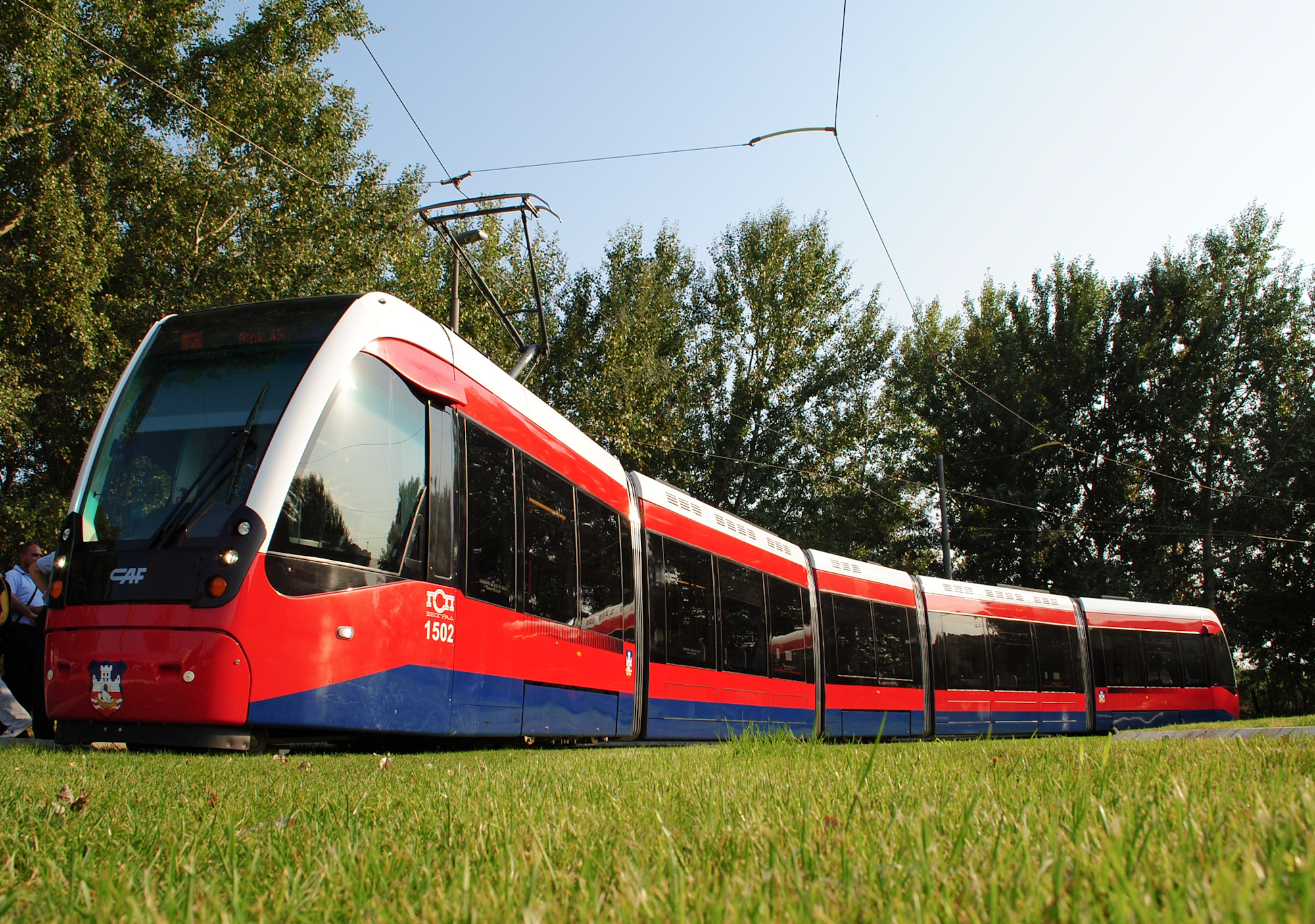
Neue Belgrader Straßenbahn

Nach dem Zerfall Jugoslawiens und mit der folgenden Isolation des Landes begann auch bei der Straßenbahn eine Zeit des Niedergangs. So führte ein Mangel an Geld und Material dazu, dass das Streckennetz und zahlreiche Fahrzeuge nicht instand gehalten werden konnten. Teilweise wurde sogar bei Regen der Betrieb gänzlich eingestellt. Mittlerweile sind zahlreiche gebrauchte Fahrzeuge aus Basel in der Stadt im Betrieb, so dass der Linienverkehr vielfach wieder reibungsloser funktioniert.
2011 begann die Einführung der neuen Straßenbahn des spanischen Herstellers CAF. Bis Ende 2012 sollen in einem ersten Los 30 Fahrzeuge der Straßenbahnmodelle Urbos 3 beschafft werden.
Derzeit gibt es zwölf Straßenbahnlinien:
- Linie 2 (Ringlinie): Bahnhof – Vukov spomenik – Trg Slavija – Bahnhof
- Linie 3: Kneževac – Rakovica – Bahnhof – Tašmajdan
- Linie 5: Kalemegdan – Ustanička
- Linie 6: Tašmajdan – Ustanička
- Linie 7: Blok 45 – Novi Beograd – Bahnhof – Tašmajdan – Ustanička
- Linie 7L: Blok 45 – Novi Beograd – Bahnhof – Tašmajdan
- Linie 8: Kneževac – Tašmajdan – Ustanička
- Linie 9: Blok 45 – Novi Beograd – Bahnhof – Banjica
- Linie 10: Kalemegdan – Banjica
- Linie 11: Blok 45 – Novi Beograd – Kalemegdan
- Linie 12: Banovo Brdo – Bahnhof – Trg Slavija – Omladinski Stadion
- Linie 13: Banovo Brdo – Bahnhof – Kalemegdan
- Linie 14: Banjica – Ustanička – Kalemegdan

### Oberleitungsbus

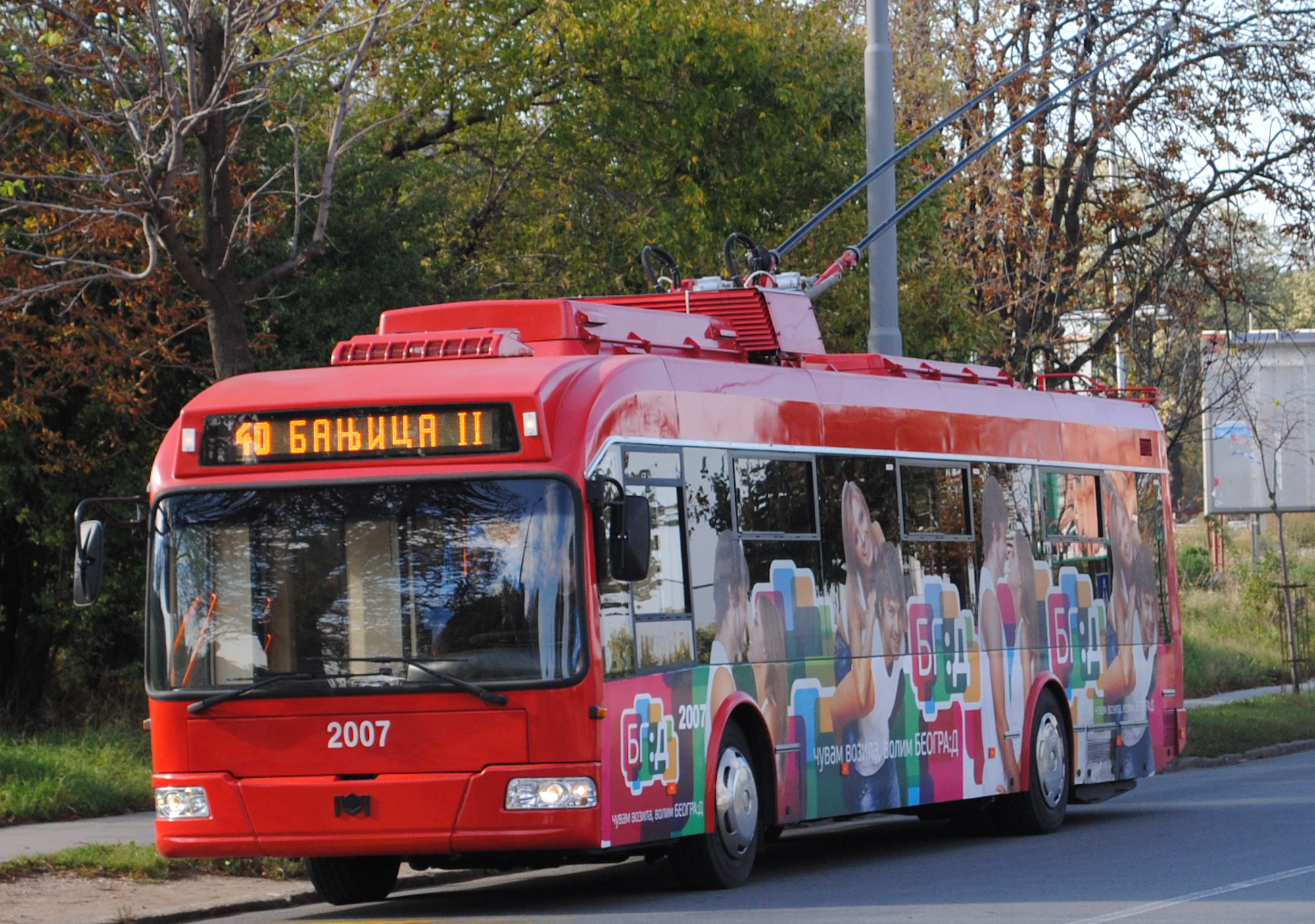
Belkommunmasch-Oberleitungsbus des Typs AKSM-321

Die GSP betreibt sieben Oberleitungsbuslinien:
- Linie 19: Trg Slavija – Konjarnik
- Linie 21: Trg Slavija – Učiteljsko naselje
- Linie 22: Trg Slavija – Kruševačka
- Linie 28: Studentski trg – Zvezdara
- Linie 29: Studentski trg – Trg Slavija – Medaković III
- Linie 40: Zvezdara – Banjica II
- Linie 41: Studentski trg – Banjica II
- Linie 61: Novi Beograd – Banjica II

### Omnibus
Die GSP Beograd betreibt rund 100 Omnibuslinien.

### U-Bahn
Seit etwa Mitte der 1970er Jahre gibt es Pläne, in Belgrad eine U-Bahn zu bauen. Seither wurden mehrere Versionen vorgestellt, die aber alle bis heute nicht in die Umsetzungsphase gelangt sind. Ende 2008 wurde ein neuer Anlauf zum Bau genommen, der auf den Plänen aus der Mitte der 1980er Jahre basiert. Mittlerweile wird auf höchster politischer Ebene über die Priorität des U-Bahnbaus auch international verhandelt und mehrere Länder haben ihre Expertisen angeboten sowie finanzielles Interesse bekundet.
Die Eröffnung der ersten Linie ist für 2030 vorgesehen.

## Tarifsystem
2023 betrug der Preis für die einfache Fahrt in einer Zone 50 Dinar und 100 Dinar für die Fahrt durch beide Zonen. Seit dem 1. Januar 2025 ist der ÖPNV Belgrads für alle kostenfrei.